# 里弗代爾帕克 (馬里蘭州)
里弗代爾帕克（英語：Riverdale Park）是一個位於美國馬里蘭州佐治王子縣的市鎮。

## 人口
根據2020年美國人口普查的數據，里弗代爾帕克的面積為4.16平方千米，當中陸地面積為4.09平方千米，而水域面積為0.07平方千米。當地共有人口7351人，而人口密度為每平方千米1,767人。